# Doulia
Doulia (лат.) — род ископаемого фитопланктона неясного систематического положения, росшего[что?] на территории современной Китайской Народной Республики в третьем веке кембрийского периода (521—514 млн лет назад). Включает единственный вид — Doulia rara.

## История исследования
Новые род и вид описаны Тянь Ланем, Цзе Яном, Си-Гуан Чжаном и Цзинь-бо Хоу в 2018 году по окаменелым остаткам, найденным в формации Хунцзинчжао, Южный Китай.